# Salvador Vidal
Salvador Vidal Ribes (Valencia, 2 de mayo de 1953) es un actor de doblaje español afincado en Barcelona. 

## Biografía
Comenzó su carrera artística en el teatro desde los 17 años hasta los 19 años en una compañía de teatro con Agustín González, Concha Velasco, Emilio Gutiérrez Caba, etc. Se presentó a unos exámenes —tras acabar su participación en la temporada de teatro griego durante dos temporadas en el Teatro Nacional, y porque un compañero suyo de teatro, Pep Torrens, le dijo que tenía buena voz y le animó a que probara en el doblaje— en los que se encontraba un jurado compuesto por profesionales; todo aquel que quisiera dedicarse al doblaje en Barcelona, tenía que hacer ese examen. Se veía las condiciones como actor, voz, dicción. Salvador lo aprobó, y fue doblando durante todo año por los estudios de Barcelona. A los 19 años debutó en los estudios Voz de España de Barcelona realizando su primer doblaje en el filme Verano del 42, haciendo de narrador.
Pocos años más tarde, en 1976 realizaría uno de sus primeros papeles importantes doblando a Dustin Hoffman en el inolvidable thriller de John Schlesinger Marathon Man. Un año atrás, también prestó su voz a Jon Voight para doblarle en la exitosa y polémica cinta dramática Midnight Cowboy, también del director Schlesinger. 
Su voz grave y versátil, como de galán, y su amplio abanico de registros interpretativos le ha permitido a Vidal poner voz durante muchos años a varias estrellas de Hollywood y convertirse así en la voz habitual de actores como Ed Harris, William Hurt, Michael Douglas, Richard Gere, Mel Gibson, John Travolta, Kurt Russell, Christopher Lambert, Liam Neeson, Harrison Ford, Alec Baldwin, Don Johnson, Timothy Dalton, Willem Dafoe, Jeremy Irons, George Clooney, Alfred Molina, Lambert Wilson, John Malkovich, Mark Hamill, David Bowie, Timothy Bottoms, Jeff Bridges, Chow Yun-Fat, Sam Neill, Dennis Quaid, Peter Weller, Billy Zane... Aunque sus actores favoritos para doblar son Ed Harris y Liam Neeson. En 1982, dirigió el doblaje de la famosa serie de animación Ulises 31, prestando también su voz al personaje protagonista de la serie. 
La voz de Salvador Vidal es una de las más solicitadas en el panorama del doblaje desde hace años. Ha intervenido en los doblajes de grandes sagas cinematográficas que se han convertido en grandes éxitos de taquilla, como la saga de Arma letal (donde doblaba a Mel Gibson como el desquiciado agente de narcóticos Martin Riggs), la saga de Indiana Jones, donde doblaba a Harrison Ford a partir del segundo filme (Indiana Jones y el templo maldito), y la saga de Star Wars, en el papel del joven Jedi Luke Skywalker, interpretado por Mark Hamill (varios años después Vidal volvería a doblar a otro Jedi -Qui-Gon Jinn- en el Episodio I: La amenaza fantasma). En 2017 vuelve a doblar a Luke Skywalker en Star Wars Episodio VIII: Los últimos Jedi. También dobló a Peter Weller en el gran éxito de taquilla Robocop y su secuela, Robocop 2.
Además, Vidal también ha intervenido en series televisivas como Corrupción en Miami, doblando a Don Johnson, y ha sido la Voz en Off de numerosos documentales. Su voz también puede escucharse desde hace décadas en una gran cantidad de anuncios publicitarios. Entre los años 2001 y 2005, prestó su voz para la cabecera de Informativos Telecinco.
En 2015, Salvador Vidal participó en el espectáculo "Els Immortals del cinema", junto a la también actriz de doblaje, Mercedes Montalá. Representando las grandes bandas sonoras y diálogos de míticas películas, acompañados por Orquestra Simfònica del Vallès dirigida por Rubén Gimeno.

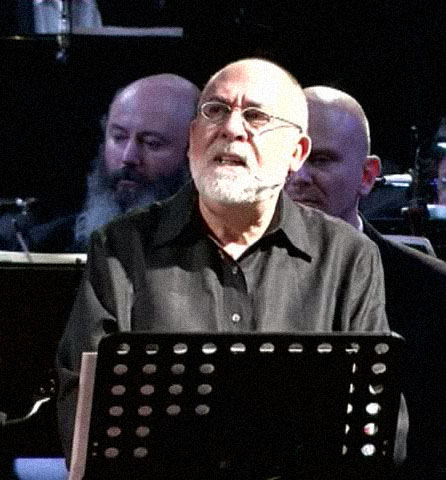
Salvador Vidal en el espectáculo.

Ha intervenido como actor de doblaje en más de 2000 películas y más de 500 spots y cuñas para publicidad.

## Número de doblajes de actores más conocidos
- Voz habitual de Liam Neeson (en 59 películas) desde 1993.
- Voz habitual de Ed Harris (en 43 películas) desde 1994.
- Voz habitual de Willem Dafoe (en 42 películas) desde 1988.
- Voz habitual de William Hurt (en 41 películas) desde 1986.
- Voz habitual de Richard Gere (en 36 películas) desde 1980.
- Voz habitual de John Travolta (en 36 películas) desde 1978.
- Voz habitual de Michael Douglas (en 35 películas) desde 1979.
- Voz habitual de George Clooney (en 35 películas) desde 1996.
- Voz habitual de Alec Baldwin (en 34 películas) desde 1994.
- Voz habitual de Mel Gibson (en 33 películas) desde 1987.
- Voz habitual de Kurt Russell (en 23 películas) desde 1981.
- Voz habitual de Harrison Ford (en 21 películas) desde 1984.
- Voz habitual de Don Johnson (en 18 películas) desde 1986.
- Voz habitual de Mark Hamill (en 14 películas) desde 1977.
- Voz habitual de Timothy Dalton (en 11 películas) desde 1987.
- Voz habitual, pero no principal, de Dennis Quaid (en 14 películas) desde 1984.
- Voz habitual, pero no principal, de John Malkovich (en 13 películas) desde 1996.

## Algunos doblajes realizados
| Actor original        | Título                                                                             | Personaje                               | Año       |
| --------------------- | ---------------------------------------------------------------------------------- | --------------------------------------- | --------- |
| Al Pacino             | Revolución                                                                         | Tom Dobb                                | 1985      |
| Alec Baldwin          | Casada con todos                                                                   | Frank de Marco                          | 1988      |
| Alec Baldwin          | Malicia                                                                            | Doctor Jed Hill                         | 1993      |
| Alec Baldwin          | La sombra                                                                          | Lamont Cranston / La Sombra             | 1994      |
| Alec Baldwin          | Prisioneros del cielo                                                              | Dave Robicheaux                         | 1996      |
| Alec Baldwin          | El desafío                                                                         | Robert Green                            | 1997      |
| Alec Baldwin          | Y entonces llegó ella                                                              | Stan Indursky                           | 2004      |
| Alec Baldwin          | Misión: Imposible - Nación Secreta                                                 | Alan Hunley                             | 2015      |
| Alec Baldwin          | Misión: Imposible - Fallout                                                        | Alan Hunley                             | 2018      |
| Andy García           | Cosas que hacer en Denver cuando estás muerto                                      | Jimmy "El santo" Tosnia                 | 1995      |
| Arnold Schwarzenegger | Hércules en Nueva York                                                             | Hércules                                | 1985      |
| Bill Pullman          | La serpiente y el arco iris                                                        | Dennis Alan                             | 1988      |
| Bill Pullman          | Presunto homicida                                                                  | Callum Crane                            | 2000      |
| Billy Zane            | Titanic                                                                            | Caledon Hockley                         | 1997      |
| Brad Dourif           | Álguien voló sobre el nido del cuco                                                | Billy Bibbit (joven paciente tartamudo) | 1975      |
| Burt Ward             | Batman                                                                             | Dick Grayson / Robin                    | 1966      |
| Cary Elwes            | La princesa prometida                                                              | Westley                                 | 1987      |
| Christopher Lambert   | Greystoke, la leyenda de Tarzán, el rey de los monos                               | John Clayton / Tarzán                   | 1984      |
| Christopher Lambert   | Mortal Kombat                                                                      | Lord Rayden                             | 1995      |
| Christopher Lambert   | Resurrección                                                                       | Detective John Prudhomme                | 1999      |
| Christopher Walken    | El cazador                                                                         | Nick                                    | 1978      |
| Chuck Norris          | Marcado para morir                                                                 | Josh Randall                            | 1982      |
| Chuck Norris          | Código de silencio                                                                 | Sargento Eddie Cusack                   | 1985      |
| Dan Aykroyd           | Los cazafantasmas                                                                  | Raymond "Ray" Stantz                    | 1984      |
| Dan Aykroyd           | Cazafantasmas: Más allá                                                            | Raymond "Ray" Stantz                    | 2021      |
| Dan Aykroyd           | Cazafantasmas: imperio helado                                                      | Raymond "Ray" Stantz                    | 2024      |
| David Bowie           | El ansia                                                                           | John Blaylock                           | 1983      |
| David Bowie           | Feliz Navidad, Mr. Lawrence                                                        | Mayor Jack "Strafer" Celliers           | 1983      |
| David Bowie           | Dentro del laberinto                                                               | Jareth                                  | 1986      |
| David Bowie           | Principiantes                                                                      | Vendice Partners                        | 1986      |
| David Bowie           | Zoolander                                                                          | Él mismo                                | 2001      |
| Dennis Quaid          | Tiburón 3                                                                          | Mike Brody                              | 1983      |
| Dennis Quaid          | El chip prodigioso                                                                 | Teniente Tuck Pendleton                 | 1987      |
| Dennis Quaid          | Wyatt Earp                                                                         | Doc Holliday                            | 1994      |
| Dennis Quaid          | Dragonheart                                                                        | Bowen                                   | 1996      |
| Dennis Quaid          | La casa                                                                            | Cooper Tilson                           | 2003      |
| Don Johnson           | Corrupción en Miami                                                                | Detective James "Sonny" Crockett        | 1984-1990 |
| Don Johnson           | Labios ardientes                                                                   | Harry Madox                             | 1990      |
| Don Johnson           | Tin Cup                                                                            | David Simms                             | 1996      |
| Don Johnson           | Machete                                                                            | Von Jackson                             | 2010      |
| Dustin Hoffman        | Marathon Man                                                                       | Thomas Babington Levy                   | 1976      |
| Dustin Hoffman        | La cortina de humo                                                                 | Stanley Motss                           | 1997      |
| Ed Harris             | Luna de porcelana                                                                  | Detective Kyle Bodine                   | 1991      |
| Ed Harris             | Un regalo para papá                                                                | Tom Wheeler                             | 1994      |
| Ed Harris             | Causa justa                                                                        | Blair Sullivan                          | 1995      |
| Ed Harris             | La Roca                                                                            | General Francis Hummel                  | 1996      |
| Ed Harris             | Poder absoluto                                                                     | Detective Seth Frank                    | 1997      |
| Ed Harris             | Ojo por ojo                                                                        | Mack McCann                             | 1997      |
| Ed Harris             | Quédate a mi lado                                                                  | Luke Harrison                           | 1998      |
| Ed Harris             | El show de Truman                                                                  | Christof                                | 1998      |
| Ed Harris             | Pollock                                                                            | Jackson Pollock                         | 2000      |
| Ed Harris             | Enemigo a las puertas                                                              | Mayor König                             | 2001      |
| Ed Harris             | Buffalo Soldiers                                                                   | Coronel Berman                          | 2001      |
| Ed Harris             | Una mente maravillosa                                                              | William Parcher                         | 2001      |
| Ed Harris             | Las horas                                                                          | Richard Brown                           | 2002      |
| Ed Harris             | Copying Beethoven                                                                  | Ludwig van Beethoven                    | 2002      |
| Ed Harris             | Appaloosa                                                                          | Agente Virgil Cole                      | 2008      |
| Ed Harris             | Camino a la libertad                                                               | Señor Smith                             | 2010      |
| Farley Granger        | La soga (1948)                                                                     | Phillip Morgan                          | 1984      |
| Frank Langella        | La novena puerta                                                                   | Boris Balkan                            | 1999      |
| Gene Davis            | Al filo de la medianoche                                                           | Warren Stacy                            | 1982      |
| George Clooney        | Abierto hasta el amanecer                                                          | Seth Gecko                              | 1995      |
| George Clooney        | El pacificador                                                                     | Teniente coronel Thomas Devoe           | 1997      |
| George Clooney        | La delgada línea roja                                                              | Capitán Charles Bosche                  | 1998      |
| George Clooney        | Tres reyes                                                                         | Capitán Archie Gates                    | 1999      |
| George Clooney        | Un romance muy peligroso                                                           | Jack Foley                              | 1998      |
| George Clooney        | La tormenta perfecta                                                               | Capitán Billy Tyne                      | 2000      |
| George Clooney        | Ocean's Eleven                                                                     | Danny Ocean                             | 2001      |
| George Clooney        | Solaris                                                                            | Chris Kelvin                            | 2002      |
| George Clooney        | Crueldad intolerable                                                               | Miles Massey                            | 2003      |
| George Clooney        | Ocean's Twelve                                                                     | Danny Ocean                             | 2004      |
| George Clooney        | Syriana                                                                            | Bob Barnes                              | 2005      |
| George Clooney        | El buen alemán                                                                     | Jake Geismer                            | 2006      |
| George Clooney        | Michael Clayton                                                                    | Michael Clayton                         | 2007      |
| George Clooney        | Ocean's Thirteen                                                                   | Danny Ocean                             | 2007      |
| George Clooney        | Ella es el partido                                                                 | Jimmy “Dodge” Connelly                  | 2007      |
| George Clooney        | Los hombres que miraban fijamente a las cabras                                     | Lyn Cassady                             | 2009      |
| George Clooney        | Los descendientes                                                                  | Matt King                               | 2011      |
| George Clooney        | Gravity                                                                            | Matt Kowalski                           | 2013      |
| George Clooney        | The monuments men                                                                  | Teniente Frank Stokes                   | 2014      |
| George Clooney        | ¡Ave, César!                                                                       | Baird Whitlock                          | 2016      |
| Harrison Ford         | Indiana Jones y el templo maldito                                                  | Indiana Jones                           | 1984      |
| Harrison Ford         | Único testigo                                                                      | Detective John Book                     | 1985      |
| Harrison Ford         | La costa de los mosquitos                                                          | Allie Fox                               | 1986      |
| Harrison Ford         | Indiana Jones y la última cruzada                                                  | Indiana Jones                           | 1989      |
| Harrison Ford         | Las aventuras del joven Indiana Jones: Música y gangsters                          | Indiana Jones                           | 1993      |
| Harrison Ford         | Air Force One (el avión del presidente)                                            | Presidente James Marshall               | 1997      |
| Harrison Ford         | Seis días y siete noches                                                           | Quinn Harris                            | 1998      |
| Harrison Ford         | Documentos TV Derechos humanos, para todos en cualquier parte                      | Harrison Ford                           | 1998      |
| Harrison Ford         | Lo que la verdad esconde                                                           | Doctor Norman Spencer                   | 2000      |
| Harrison Ford         | Indiana Jones: los secretos del rodaje (Entrevistas Trilogía remasterizada en VHS) | Harrison Ford                           | 2000      |
| Harrison Ford         | K-19: The Widowmaker                                                               | Capitán Alexei Vostrikov                | 2002      |
| Harrison Ford         | Indiana Jones y el reino de la calavera de cristal                                 | Indiana Jones                           | 2008      |
| Harrison Ford         | Territorio prohibido                                                               | Max Brogan                              | 2009      |
| Harrison Ford         | Brüno                                                                              | Harrison Ford                           | 2009      |
| Harrison Ford         | Medidas extraordinarias                                                            | Doctor Robert Stonehill                 | 2010      |
| Harrison Ford         | Morning Glory                                                                      | Mike Pomeroy                            | 2010      |
| Harrison Ford         | En busca del arca perdida (2.º doblaje)                                            | Indiana Jones                           | 2012      |
| Harrison Ford         | El juego de Ender                                                                  | Coronel Graff                           | 2013      |
| Harrison Ford         | El poder del dinero                                                                | Jock Goddard                            | 2013      |
| Jean Reno             | El profesional (Léon)                                                              | Leone Montana "Léon"                    | 1995      |
| Jeff Bridges          | Starman                                                                            | Starman                                 | 1984      |
| Jeff Bridges          | Los Fabulosos Baker Boys                                                           | Jack Baker                              | 1989      |
| Jeremy Irons          | La misión                                                                          | Padre Gabriel                           | 1986      |
| Jeremy Irons          | Herida                                                                             | Stephen Fleming                         | 1993      |
| Jeremy Irons          | El hombre de la máscara de hierro                                                  | Aramis                                  | 1998      |
| Jeremy Irons          | El cuarto ángel                                                                    | Jack Elgin                              | 2001      |
| Joe Dallesandro       | Carne para Frankenstein                                                            | Nicolás                                 | 1974      |
| Joe Dallesandro       | Sangre para Drácula                                                                | Mario Balato                            | 1985      |
| John Heard            | El beso de la pantera                                                              | Oliver Yates                            | 1982      |
| John Malkovich        | Mary Reilly                                                                        | Doctor Henry Jekyll / Edward Hyde       | 1996      |
| John Malkovich        | La sombra del vampiro                                                              | Friedrich Wilhelm Murnau                | 2000      |
| John Rhys-Davies      | Aladdín y el rey de los ladrones                                                   | Cassim                                  | 1996      |
| John Travolta         | Fiebre del sábado noche                                                            | Tony Manero                             | 1977      |
| John Travolta         | Grease                                                                             | Danny Zuko                              | 1978      |
| John Travolta         | Vivir el momento                                                                   | Strip                                   | 1978      |
| John Travolta         | Urban Cowboy                                                                       | Bud                                     | 1980      |
| John Travolta         | Impacto                                                                            | Jack Terry                              | 1981      |
| John Travolta         | Staying Alive (La fiebre continúa)                                                 | Tony Manero                             | 1983      |
| John Travolta         | Pulp Fiction                                                                       | Vincent Vega                            | 1994      |
| John Travolta         | Atrapado                                                                           | Louis Pinnock                           | 1995      |
| John Travolta         | Cómo conquistar Hollywood                                                          | Chili Palmer                            | 1995      |
| John Travolta         | Michael                                                                            | Michael                                 | 1996      |
| John Travolta         | Atrapada entre dos hombres                                                         | Joey Germoni                            | 1997      |
| John Travolta         | A civil action (Acción civil)                                                      | Jan Schlichtmann                        | 1998      |
| John Travolta         | La hija del general                                                                | Oficial Paul Brenner                    | 1999      |
| John Travolta         | Campo de batalla: la Tierra                                                        | Terl                                    | 2000      |
| John Travolta         | Combinación ganadora                                                               | Russ Richards                           | 2000      |
| John Travolta         | Falsa identidad                                                                    | Frank Morrison                          | 2001      |
| John Travolta         | Basic                                                                              | Hardy                                   | 2003      |
| John Travolta         | El Castigador                                                                      | Howard Saint                            | 2004      |
| John Travolta         | Una canción del pasado                                                             | Bobby Long                              | 2004      |
| John Travolta         | Be Cool                                                                            | Chili Palmer                            | 2005      |
| John Travolta         | Corazones solitarios                                                               | Detective Elmer Robinson                | 2006      |
| John Travolta         | Cerdos salvajes                                                                    | Woody Stevens                           | 2007      |
| John Travolta         | Hairspray                                                                          | Edna Turnblad                           | 2007      |
| John Travolta         | Dos canguros muy maduros                                                           | Charlie Reed                            | 2009      |
| John Travolta         | Desde Paris con amor                                                               | Charlie Wax                             | 2010      |
| John Travolta         | Savages                                                                            | Dennis                                  | 2012      |
| John Travolta         | Caza humana                                                                        | Emil Kovac                              | 2013      |
| Jon Voight            | Midnight Cowboy                                                                    | Joe Buck                                | 1975      |
| Jon Voight            | El regreso                                                                         | Luke Martin                             | 1978      |
| Kareem Abdul-Jabbar   | Aterriza como puedas                                                               | Roger Murdock                           | 1980      |
| Kevin Bacon           | Footloose                                                                          | Ren McCormack                           | 1984      |
| Kevin Costner         | Cuentos asombrosos                                                                 | Capitán                                 | 1985      |
| Kurt Russell          | Frenos rotos, coches locos                                                         | Rudy                                    | 1980      |
| Kurt Russell          | Llamada a un reportero                                                             | Malcolm Anderson                        | 1985      |
| Kurt Russell          | Un mar de líos                                                                     | Dean Proffitt                           | 1987      |
| Kurt Russell          | Stargate                                                                           | Coronel Jack O´Neill                    | 1994      |
| Kurt Russell          | Tombstone, la leyenda de Wyatt Earp                                                | Wyatt Earp                              | 1994      |
| Kurt Russell          | Decisión crítica                                                                   | David Grant                             | 1996      |
| Kurt Russell          | 2013: Rescate en L.A.                                                              | Snake Plissken                          | 1996      |
| Kurt Russell          | Breakdown                                                                          | Jeffrey Taylor                          | 1997      |
| Kurt Russell          | Vanilla Sky                                                                        | McCabe                                  | 2002      |
| Kurt Russell          | Death Proof                                                                        | Stuntman Mike                           | 2007      |
| Kurt Russell          | Fast & Furious 7                                                                   | Agente Frank Petty / Sr. Don Nadie      | 2015      |
| Kurt Russell          | Fast & Furious 8                                                                   | Agente Frank Petty / Sr. Don Nadie      | 2017      |
| Kurt Russell          | Fast & Furious 9                                                                   | Agente Frank Petty / Sr. Don Nadie      | 2021      |
| Liam Neeson           | La lista de Schindler                                                              | Oskar Schindler                         | 1993      |
| Liam Neeson           | Nell                                                                               | Doctor Jerome Lovell                    | 1994      |
| Liam Neeson           | Rob Roy                                                                            | Robert Roy MacGregor                    | 1995      |
| Liam Neeson           | Michael Collins                                                                    | Michael Collins                         | 1996      |
| Liam Neeson           | Los miserables                                                                     | Jean Valjean                            | 1998      |
| Liam Neeson           | Star Wars - 1. La amenaza fantasma                                                 | Qui-Gon Jinn                            | 1999      |
| Liam Neeson           | La guarida                                                                         | Doctor David Marrow                     | 1999      |
| Liam Neeson           | Blanco perfecto                                                                    | Agente Charlie Meyeaux                  | 2000      |
| Liam Neeson           | Gangs of New York                                                                  | Vallon                                  | 2002      |
| Liam Neeson           | Love Actually                                                                      | Daniel                                  | 2003      |
| Liam Neeson           | Kinsey                                                                             | Alfred Kinsey                           | 2004      |
| Liam Neeson           | Venganza                                                                           | Bryan Mills                             | 2008      |
| Liam Neeson           | El Equipo A                                                                        | Coronel John “Hannibal” Smith           | 2010      |
| Liam Neeson           | Sin identidad                                                                      | Doctor Martin Harris                    | 2011      |
| Liam Neeson           | Infierno blanco                                                                    | John Ottway                             | 2012      |
| Liam Neeson           | Battleship                                                                         | Almirante Shane                         | 2012      |
| Liam Neeson           | Venganza 2: Conexión Estambul                                                      | Bryan Mills                             | 2012      |
| Liam Neeson           | The Lego Movie                                                                     | Policía malo / Policía bueno            | 2014      |
| Liam Neeson           | Caminando entre las tumbas                                                         | Matt Scudder                            | 2014      |
| Liam Neeson           | V3nganza                                                                           | Bryan Mills                             | 2015      |
| Liam Neeson           | Una noche para sobrevivir                                                          | Jimmy Conlon                            | 2015      |
| Lou Ferrigno          | El desafío de Hércules                                                             | Hércules                                | 1983      |
| Mark Hamill           | Star Wars - 4. La guerra de las galaxias                                           | Luke Skywalker                          | 1977      |
| Mark Hamill           | Star Wars - 5. El imperio contraataca                                              | Luke Skywalker                          | 1980      |
| Mark Hamill           | Star Wars - 6. El retorno del Jedi                                                 | Luke Skywalker                          | 1983      |
| Mark Hamill           | Star Wars - 7. El despertar de la fuerza                                           | Luke Skywalker                          | 2015      |
| Mark Hamill           | Star Wars - 8. Los últimos Jedi                                                    | Luke Skywalker                          | 2017      |
| Mark Hamill           | Star Wars - 9. El ascenso de Skywalker                                             | Luke Skywalker                          | 2019      |
| Mel Gibson            | Arma letal                                                                         | Sargento Martin Riggs                   | 1987      |
| Mel Gibson            | Arma letal 2                                                                       | Sargento Martin Riggs                   | 1989      |
| Mel Gibson            | Eternamente joven                                                                  | Capitán Daniel McCormick                | 1992      |
| Mel Gibson            | Arma letal 3                                                                       | Sargento Martin Riggs                   | 1992      |
| Mel Gibson            | El hombre sin rostro                                                               | Justin McLeod                           | 1993      |
| Mel Gibson            | Maverick                                                                           | Bret Maverick                           | 1994      |
| Mel Gibson            | Rescate                                                                            | Tom Mullen                              | 1996      |
| Mel Gibson            | Conspiración                                                                       | Jerry Fletcher                          | 1997      |
| Mel Gibson            | Arma letal 4                                                                       | Capitán Martin Riggs                    | 1998      |
| Mel Gibson            | Payback                                                                            | Porter                                  | 1999      |
| Mel Gibson            | El hotel del millón de dólares                                                     | Detective Skinner                       | 2000      |
| Mel Gibson            | El patriota                                                                        | Benjamin Martin                         | 2000      |
| Mel Gibson            | En qué piensan las mujeres                                                         | Nick Marshall                           | 2000      |
| Mel Gibson            | Cuando éramos soldados                                                             | Teniente coronel Hal Moore              | 2002      |
| Mel Gibson            | Señales                                                                            | Graham Hess                             | 2002      |
| Mel Gibson            | El detective cantante                                                              | Doctor Gibbon                           | 2004      |
| Mel Gibson            | Al límite                                                                          | Thomas Craven                           | 2010      |
| Mel Gibson            | El Castor                                                                          | Walter Black                            | 2011      |
| Mel Gibson            | Vacaciones en el infierno                                                          | Driver                                  | 2012      |
| Mel Gibson            | Machete kills                                                                      | Luther Voz                              | 2013      |
| Mel Gibson            | Los mercenarios 3                                                                  | Conrad Stonebanks                       | 2014      |
| Michael Biehn         | Desbocado                                                                          | Anthony Fraser                          | 1987      |
| Michael Douglas       | Running                                                                            | Michael Andropolis                      | 1979      |
| Michael Douglas       | Ahora me toca a mí                                                                 | Ben Lewin                               | 1980      |
| Michael Douglas       | Tras el Corazón Verde                                                              | Jack Colton                             | 1984      |
| Michael Douglas       | La joya del Nilo                                                                   | Jack Colton                             | 1985      |
| Michael Douglas       | Atracción fatal                                                                    | Dan Gallagher                           | 1987      |
| Michael Douglas       | Black Rain                                                                         | Agente Nick Conklin                     | 1989      |
| Michael Douglas       | Instinto Básico                                                                    | Detective Nick Curran                   | 1992      |
| Michael Douglas       | Un día de furia                                                                    | William Foster                          | 1993      |
| Michael Douglas       | Acoso                                                                              | Tom Sanders                             | 1994      |
| Michael Douglas       | El presidente y Miss Wade                                                          | Presidente Andrew Shepherd              | 1995      |
| Michael Douglas       | Los demonios de la noche                                                           | Charles Remington                       | 1997      |
| Michael Douglas       | Un crimen perfecto                                                                 | Steven Taylor                           | 1998      |
| Michael Douglas       | Traffic                                                                            | Juez Robert Wakefield                   | 2000      |
| Michael Douglas       | Ni una palabra                                                                     | Doctor Nathan Conrad                    | 2001      |
| Michael Douglas       | Los fantasmas de mis exnovias                                                      | Wayne Mead                              | 2009      |
| Michael Douglas       | Wall Street 2: el dinero nunca duerme                                              | Gordon Gekko                            | 2010      |
| Michael Douglas       | Ant-Man                                                                            | Dr. Hank Pym                            | 2015      |
| Michael Douglas       | Ant-Man y la Avispa                                                                | Dr. Hank Pym                            | 2018      |
| Michael Douglas       | Vengadores: Endgame                                                                | Dr. Hank Pym                            | 2019      |
| Michael Douglas       | Ant-Man y la Avispa: Quantumania                                                   | Dr. Hank Pym                            | 2023      |
| Michael Paré          | Calles de fuego                                                                    | Tom Cody                                | 1984      |
| Oded Fehr             | La momia                                                                           | Ardeth Bay                              | 1999      |
| Oded Fehr             | El regreso de la momia                                                             | Ardeth Bay                              | 2001      |
| Peter Weller          | Robocop                                                                            | Oficial Alex Murphy / Robocop           | 1987      |
| Peter Weller          | Robocop 2                                                                          | Oficial Alex Murphy / Robocop           | 1990      |
| Pierce Brosnan        | El cuarto protocolo                                                                | Valeri Petrofsky / James Ross           | 1987      |
| Richard Gere          | American Gigolo                                                                    | Julian Kaye                             | 1980      |
| Richard Gere          | Cónsul honorario                                                                   | Doctor Eduardo Plarr                    | 1983      |
| Richard Gere          | Rey David                                                                          | David                                   | 1985      |
| Richard Gere          | Atrapados sin salida                                                               | Detective Eddie Jillette                | 1986      |
| Richard Gere          | Asuntos sucios                                                                     | Agente Dennis Peck                      | 1990      |
| Richard Gere          | Entre dos mujeres                                                                  | Vincent Eastman                         | 1994      |
| Richard Gere          | Las dos caras de la verdad                                                         | Martin Vail                             | 1996      |
| Richard Gere          | Chacal                                                                             | Declan Mulqueen                         | 1997      |
| Richard Gere          | El laberinto rojo                                                                  | Jack Moore                              | 1997      |
| Richard Gere          | Dr. T y las mujeres                                                                | Dr. T                                   | 2000      |
| Richard Gere          | Chicago                                                                            | Billy Flynn                             | 2002      |
| Richard Gere          | Siempre a tu lado, Hachiko                                                         | Parker Wilson                           | 2009      |
| Richard Gere          | Amelia                                                                             | George P. Putnam                        | 2009      |
| Richard Jordan        | El búnker                                                                          | Albert Speer                            | 1981      |
| Robert Davi           | Los Goonies                                                                        | Jake Fratelli                           | 1985      |
| Robert Englund        | Destino fatal                                                                      | Atracador                               | 1975      |
| Robert Hays           | Aterriza como puedas 2                                                             | Ted Striker                             | 1982      |
| Robert John Burke     | Robocop 3                                                                          | Oficial Alex Murphy / Robocop           | 1993      |
| Ryan O'Neal           | Driver                                                                             | El conductor                            | 1978      |
| Sam Neill             | Parque Jurásico III                                                                | Doctor Alan Grant                       | 2001      |
| Sam Neill             | Jurassic World: Dominion                                                           | Doctor Alan Grant                       | 2022      |
| Sean Bean             | Ana Karenina                                                                       | Alexéi Kiríllovich Vronsky              | 1997      |
| Stuart Wilson         | La muerte y la doncella                                                            | Gerardo Escobar                         | 1994      |
| Sylvester Stallone    | Evasión o victoria                                                                 | Capitán Robert Harch                    | 1981      |
| Thomas Ian Griffith   | Vampiros de John Carpenter                                                         | Jan Valek, vampiro rey                  | 1998      |
| Timothy Dalton        | 007: Alta tensión                                                                  | James Bond                              | 1987      |
| Timothy Dalton        | 007: Licencia para matar                                                           | James Bond                              | 1989      |
| Timothy Dalton        | Penny Dreadful                                                                     | Sir Malcolm Murray                      | 2014-2016 |
| Toby Stephens         | Noche De Reyes O Lo Que Queráis                                                    | Duque Orsino                            | 1996      |
| Tom Hanks             | Sabe que estás sola                                                                | Elliot                                  | 1980      |
| Treat Williams        | Hair                                                                               | George Berger                           | 1979      |
| Treat Williams        | Algo pasa en Las Vegas                                                             | Jack Fuller Sr.                         | 2008      |
| Udo Kier              | Historia de O                                                                      | René                                    | 1975      |
| Ulrich Tukur          | Amen.                                                                              | Teniente Kurt Gerstein                  | 2003      |
| Val Kilmer            | Top Secret!                                                                        | Nick Rivers                             | 1984      |
| Willem Dafoe          | La última tentación de Cristo                                                      | Jesús de Nazaret                        | 1988      |
| Willem Dafoe          | Peligro inminente                                                                  | John Clark                              | 1994      |
| Willem Dafoe          | Spider-Man                                                                         | Norman Osborn / Duende Verde            | 2002      |
| Willem Dafoe          | Spider-Man 2                                                                       | Norman Osborn / Duende Verde            | 2004      |
| Willem Dafoe          | Spider-Man 3                                                                       | Norman Osborn / Duende Verde            | 2007      |
| Willem Dafoe          | Las vacaciones de Mr. Bean                                                         | Carson Clay                             | 2007      |
| Willem Dafoe          | Asesinato en el Orient Express                                                     | Gerhard Hardman / Cyrus Bethman Hardman | 2017      |
| William Hurt          | El beso de la mujer araña                                                          | Luis Molina                             | 1985      |
| William Hurt          | La fuerza del destino                                                              | Martin Larraneta                        | 1988      |
| William Hurt          | Te amaré hasta que te mate                                                         | Harlan James                            | 1990      |
| William Hurt          | Jane Eyre                                                                          | Edward F. Rochester                     | 1996      |
| William Hurt          | Dark City                                                                          | Inspector Frank Bumstead                | 1998      |
| William Hurt          | Perdidos en el espacio                                                             | Profesor John Robinson                  | 1998      |
| William Hurt          | A.I. Inteligencia Artificial                                                       | Profesor Hobby                          | 2001      |
| William Hurt          | Mr. Brooks                                                                         | Marshall                                | 2007      |
| William Hurt          | El increíble Hulk                                                                  | General Thaddeus Ross                   | 2008      |
| William Hurt          | Capitán América: Civil War                                                         | General Thaddeus Ross                   | 2016      |
| William Katt          | Carrie                                                                             | Tommy Ross                              | 1976      |
| William Petersen      | Vivir y morir en Los Angeles                                                       | Agente Richard "Rick" Chance            | 1985      |
| Liam Neeson           | The Sameoak Movie                                                                  | Abuelo                                  | 2013      |

- Datos: Q6117819